# 21406 Jimyang
21406 Jimyang este un asteroid din centura principală de asteroizi.

## Descriere
21406 Jimyang este un asteroid din centura principală de asteroizi. A fost descoperit pe 20 martie 1998 la Socorro, New Mexico, în cadrul proiectului LINEAR. Asteroidul prezintă o orbită caracterizată de o semiaxă mare de 2,34 ua, o excentricitate de 0,12 și o înclinație de 6,8° în raport cu ecliptica.